# Pavel Roman Memorial
Pavel Roman Memorial (em tcheco/checo:  Memoriál Pavla Romana) é uma competição internacional de patinação artística no gelo de níveis sênior, júnior e noviço, sediado na cidade de Olomouc, República Tcheca.

## Edições
| Ano  | Edição | Cidade sede | S     | J     | N     | Ref    |
| Ano  | Edição | Cidade sede | Dança | Dança | Dança | Ref    |
| ---- | ------ | ----------- | ----- | ----- | ----- | ------ |
| 2001 | 7.ª    | Olomouc     | •     | •     | •     | [ 1 ]  |
| 2002 | 8.ª    | Olomouc     | •     | •     | •     | [ 2 ]  |
| 2003 | 9.ª    | Olomouc     | –     | •     | •     | [ 3 ]  |
| 2004 | 10.ª   | Olomouc     | •     | •     | •     | [ 4 ]  |
| 2005 | 11.ª   | Olomouc     | •     | •     | •     | [ 5 ]  |
| 2006 | 12.ª   | Olomouc     | •     | •     | •     | [ 6 ]  |
| 2007 | 13.ª   | Olomouc     | •     | •     | •     | [ 7 ]  |
| 2008 | 14.ª   | Olomouc     | •     | •     | •     | [ 8 ]  |
| 2009 | 15.ª   | Olomouc     | •     | •     | •     | [ 9 ]  |
| 2010 | 16.ª   | Olomouc     | •     | •     | •     | [ 8 ]  |
| 2011 | 17.ª   | Olomouc     | •     | •     | •     | [ 10 ] |
| 2012 | 18.ª   | Olomouc     | •     | •     | •     | [ 11 ] |
| 2013 | 19.ª   | Olomouc     | •     | •     | •     | [ 12 ] |
| 2014 | 20.ª   | Olomouc     | •     | •     | •     | [ 13 ] |
| 2015 | 21.ª   | Olomouc     | •     | •     | •     | [ 14 ] |
| 2016 | 22.ª   | Olomouc     | –     | –     | •     | [ 15 ] |

## Lista de medalhistas

### Sênior

#### Dança no gelo
| Evento                  | Ouro                                                     | Prata                                                  | Bronze                                              |
| Olomouc 2001 (detalhes) | Anastassia Belova · Ilya Isaev · Rússia                  | Veronique Delobel · Michael Seneziani · França         | Roxane Petetin · Mathieu Jost · França              |
| Olomouc 2002 (detalhes) | Pamela O'Connor · Jonathan O'Dougherty · Reino Unido     | Phillipa Towler-Green · Robert Burgerman · Reino Unido | Marina Timofeieva · Evgeni Striganov · Estônia      |
| Olomouc 2003            | Não houve a disputa da competição sênior                 | Não houve a disputa da competição sênior               | Não houve a disputa da competição sênior            |
| Olomouc 2004 (detalhes) | Diana Janošťáková · Jiří Procházka · República Tcheca    | Ivana Dlhopolčeková · Hynek Bílek · Eslováquia         | Olga Akimova · Alexander Shakalov · Uzbequistão     |
| Olomouc 2005 (detalhes) | Kamila Hájková · David Vincour · República Tcheca        | Eve Bentley · Cedric Pernet · França                   | nenhum outro competidor                             |
| Olomouc 2006 (detalhes) | Evgenia Melnik · Oleg Krupen · Bielorrússia              | Joanna Budner · Jan Mościcki · Polônia                 | Aleksandra Gott · Iliya Koreshev · Estônia          |
| Olomouc 2007 (detalhes) | Kamila Hájková · David Vincour · República Tcheca        | Carolina Hermann · Daniel Hermann · Alemanha           | Lucie Myslivečková · Matěj Novák · República Tcheca |
| Olomouc 2008 (detalhes) | Nelli Zhiganshina · Alexander Gazsi · Alemanha           | Kamila Hájková · David Vincour · República Tcheca      | Christina Chitwood · Mark Hanretty · Reino Unido    |
| Olomouc 2009 (detalhes) | Nóra Hoffmann · Maxim Zavozin · Hungria                  | Lucie Myslivečková · Matěj Novák · República Tcheca    | Nelli Zhiganshina · Alexander Gazsi · Alemanha      |
| Olomouc 2010 (detalhes) | Nelli Zhiganshina · Alexander Gazsi · Alemanha           | Nikola Višňová · Lukáš Csolley · Eslováquia            | Zsuzsanna Nagy · Máté Fejes · Hungria               |
| Olomouc 2011 (detalhes) | Zsuzsanna Nagy · Máté Fejes · Hungria                    | Gabriela Kubová · Dmitri Kiselev · República Tcheca    | Carolina Hermann · Daniel Hermann · Alemanha        |
| Olomouc 2012 (detalhes) | Nelli Zhiganshina · Alexander Gazsi · Alemanha           | Siobhan Heekin-Canedy · Dmitri Dun · Ucrânia           | Charlene Guignard · Marco Fabbri · Itália           |
| Olomouc 2013 (detalhes) | Laurence Fournier Beaudry · Nikolaj Sorensen · Dinamarca | Dora Turoczi · Balazs Major · Hungria                  | Sophie Jones · Jordan Brown · Reino Unido           |
| Olomouc 2014 (detalhes) | Barbora Silná · Juri Kurakin · Áustria                   | Cortney Mansour · Michal Češka · República Tcheca      | Laureline Aubry · Kevin Bellingard · França         |
| Olomouc 2015 (detalhes) | Cortney Mansour · Michal Ceska · República Tcheca        | Taylor Tran · Saulius Ambrulevicius · Lituânia         | nenhum outro competidor                             |
| 2016                    | Não houve a disputa da competição sênior                 | Não houve a disputa da competição sênior               | Não houve a disputa da competição sênior            |